# 1912–1913-as osztrák labdarúgó-bajnokság (első osztály)
Az 1912–1913-as osztrák labdarúgó-bajnokság az osztrák labdarúgó-bajnokság legmagasabb osztályának második alkalommal megrendezett bajnoki éve volt. 
A pontvadászat 10 csapat részvételével zajlott. A bajnokságot a Rapid Wien csapata nyerte.  

## A bajnokság végeredménye
| #  | Csapat            | M  | Gy | D | V  | RG | KG | P  |
| -- | ----------------- | -- | -- | - | -- | -- | -- | -- |
| 1  | SK Rapid Wien     | 18 | 15 | 3 | 0  | 59 | 17 | 33 |
| 2  | Wiener AF         | 18 | 12 | 2 | 4  | 39 | 21 | 26 |
| 3  | Wiener SC         | 18 | 10 | 1 | 7  | 45 | 24 | 21 |
| 4  | Wiener Amateur SV | 18 | 9  | 1 | 8  | 39 | 31 | 19 |
| 5  | Wiener AC         | 18 | 8  | 3 | 7  | 41 | 28 | 19 |
| 6  | 1. Simmeringer SC | 18 | 7  | 1 | 10 | 29 | 53 | 15 |
| 7  | SC Rudolfshügel   | 18 | 6  | 3 | 9  | 19 | 44 | 15 |
| 8  | First Vienna FC   | 18 | 5  | 3 | 10 | 19 | 37 | 13 |
| 9  | Floridsdorfer AC  | 18 | 5  | 3 | 10 | 25 | 49 | 13 |
| 10 | ASV Hertha        | 18 | 3  | 0 | 15 | 31 | 42 | 6  |

- A Rapid Wien az 1912-13-as szezon bajnoka.
- Az ASV Hertha kiesett az osztrák másodosztályba (2. Klasse).